# Cimetière militaire allemand de Mennevret
Le  « Cimetière militaire allemand de Mennevret  » est un cimetière militaire de la Première Guerre mondiale situé sur le territoire de la commune de Mennevret, Aisne.

## Localisation
Ce cimetière militaire allemand est implanté à côté du cimetière communal, rue du Cimetière.

## Historique
Le secteur de Mennevret a été le théâtre de violents combats lors de la bataille de Guise le 28 août 1914. Les soldats allemands tombés lors de ces combats ont été inhumés dans les environs. Le front s'est ensuite déplacé a une soixantaine de kilomètres à l'ouest  et la région est restée aux mains des Allemands jusque fin octobre 1918, date à laquelle elle a été libérée par la Première armée française. Tout au long de la guerre, des hôpitaux allemands ont été installés dans divers villages de la région pour soigner les blessés rapatriés du front. Les soldats qui mouraient dans ces hôpitaux étaient inhumés dans divers lieux. C'est en août 1923 que les autorités françaises ont décidé de regrouper toutes les tombes allemandes dans ce cimetière.

## Caractéristique
Dans ce cimetière, reposent 2 820 soldats allemands, 1663 dans des tombes individuelles dont 3 non identifiés et 1157 dans une fosse commune parmi lesquels seuls 148 sont identifiés.

## Galerie

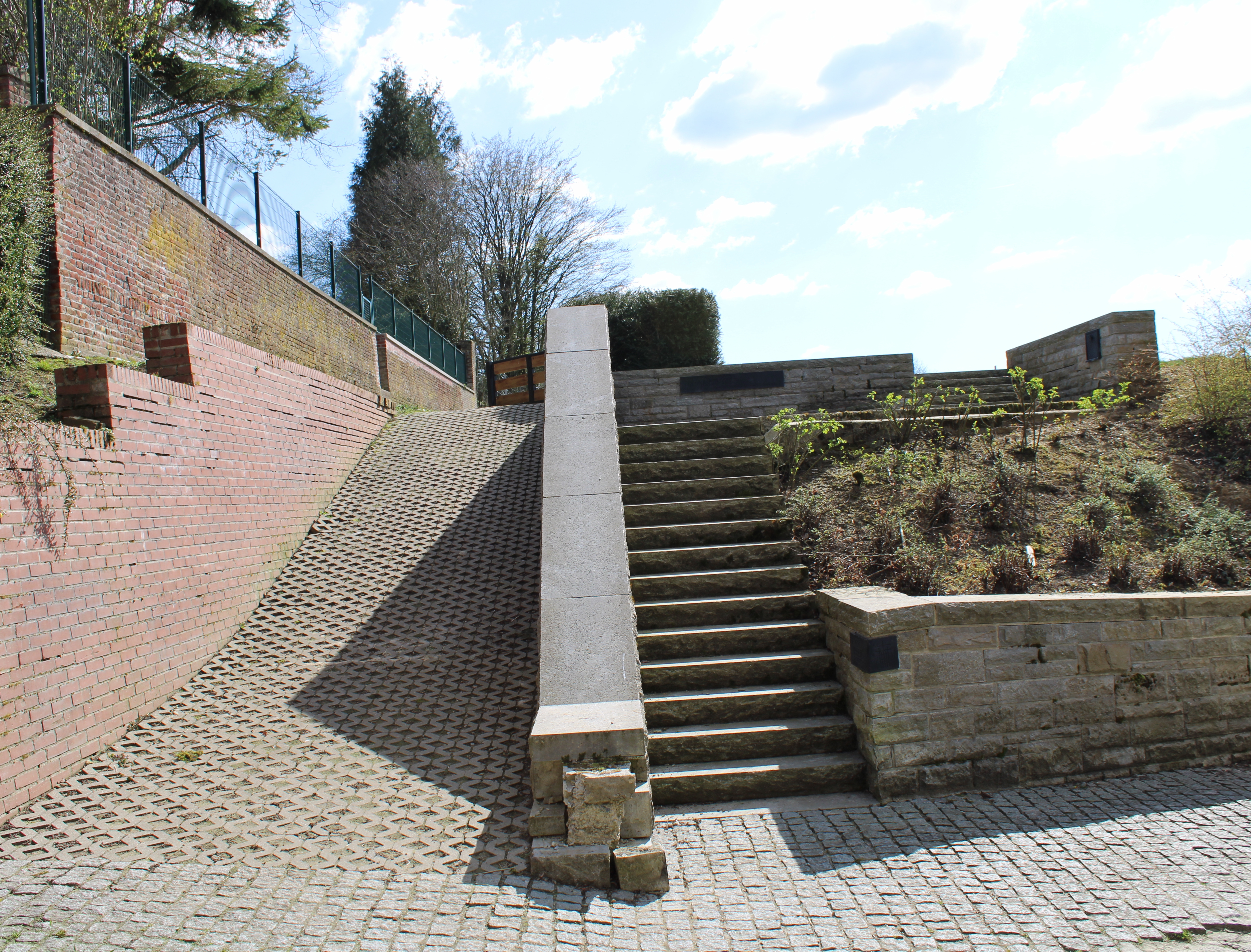
Entrée du cimetière.
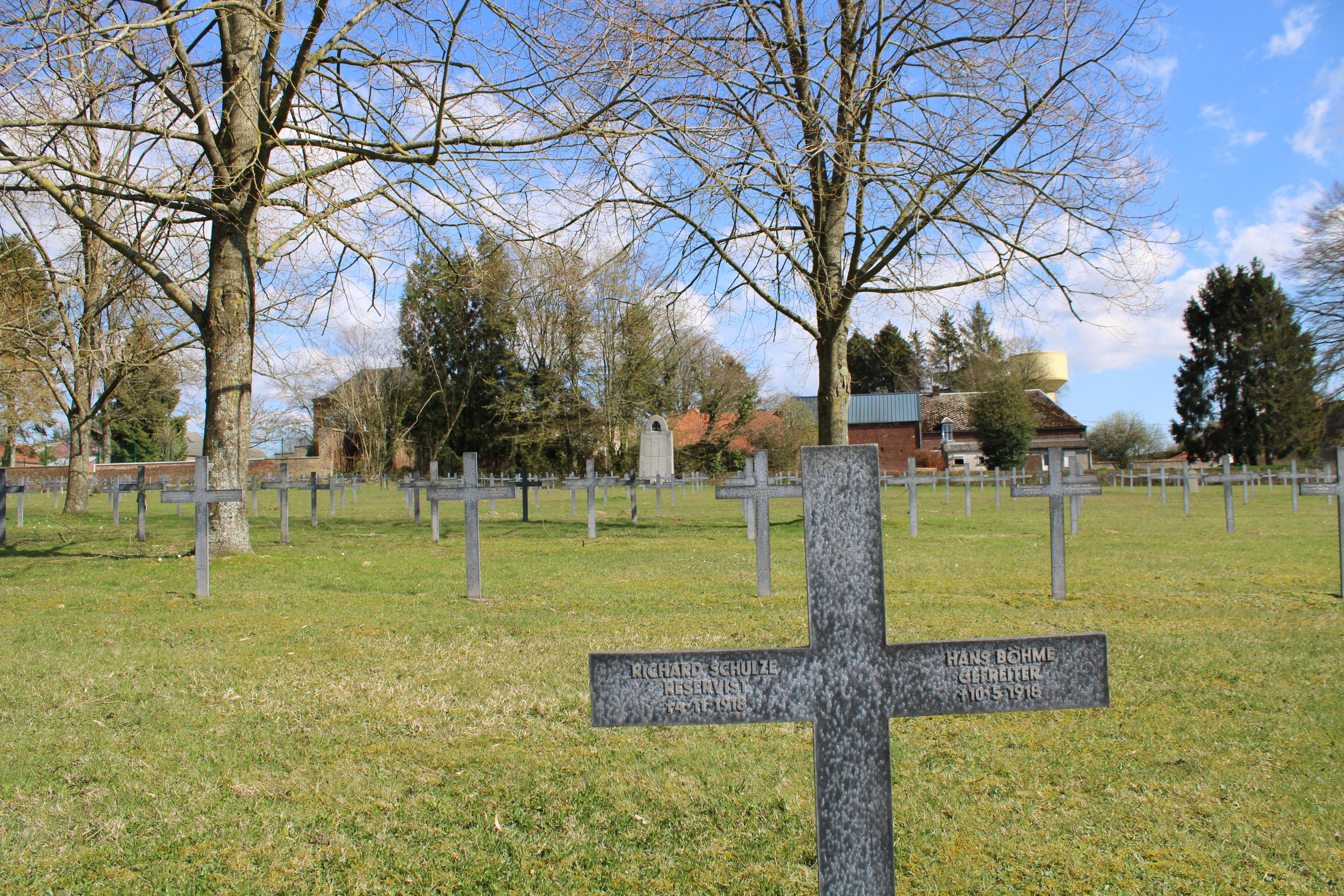
Croix métallique portant les noms de 2 soldats de chaque côté.
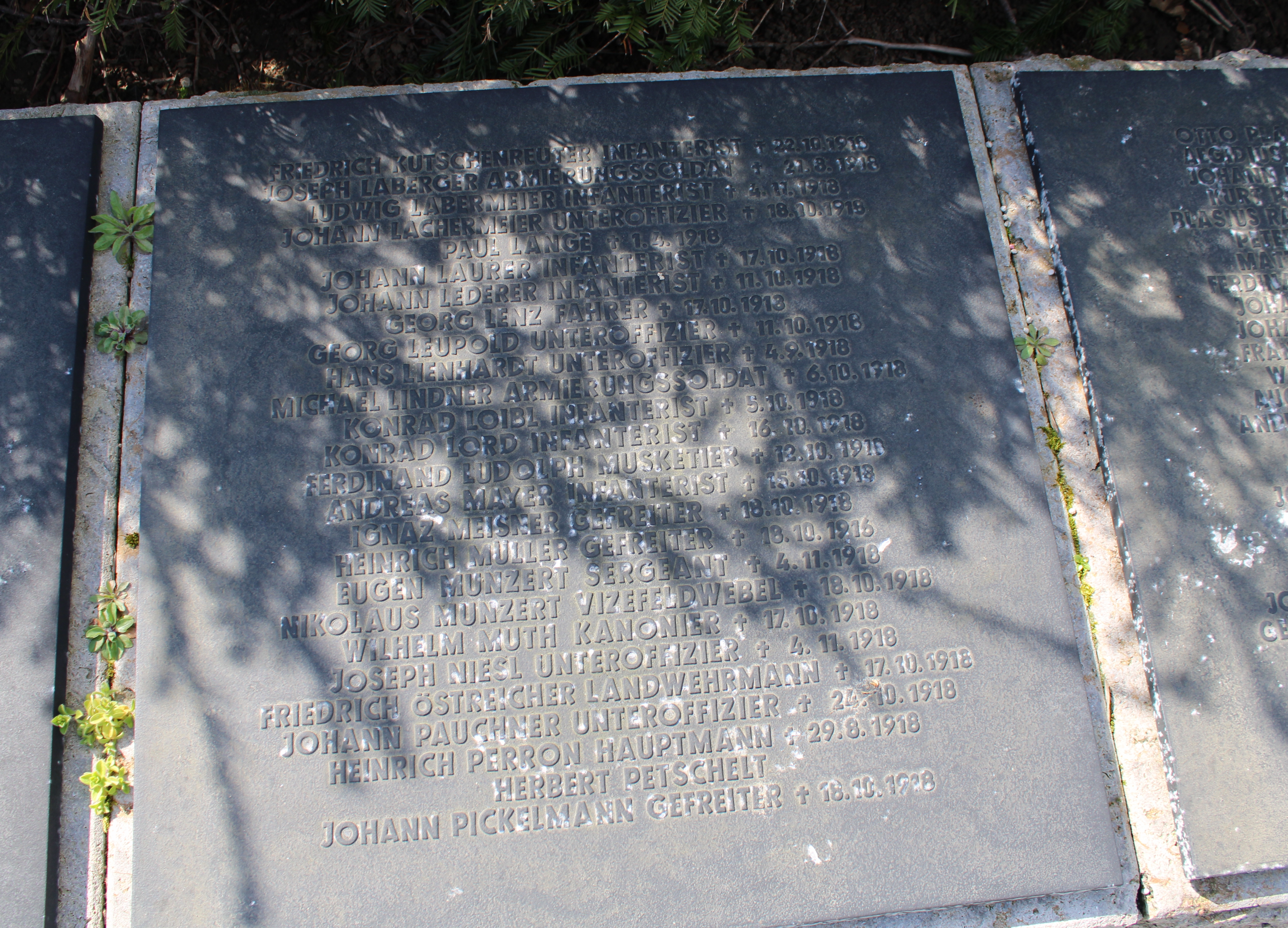
Plaque portant les noms de soldats inhumés dans la fosse commune.
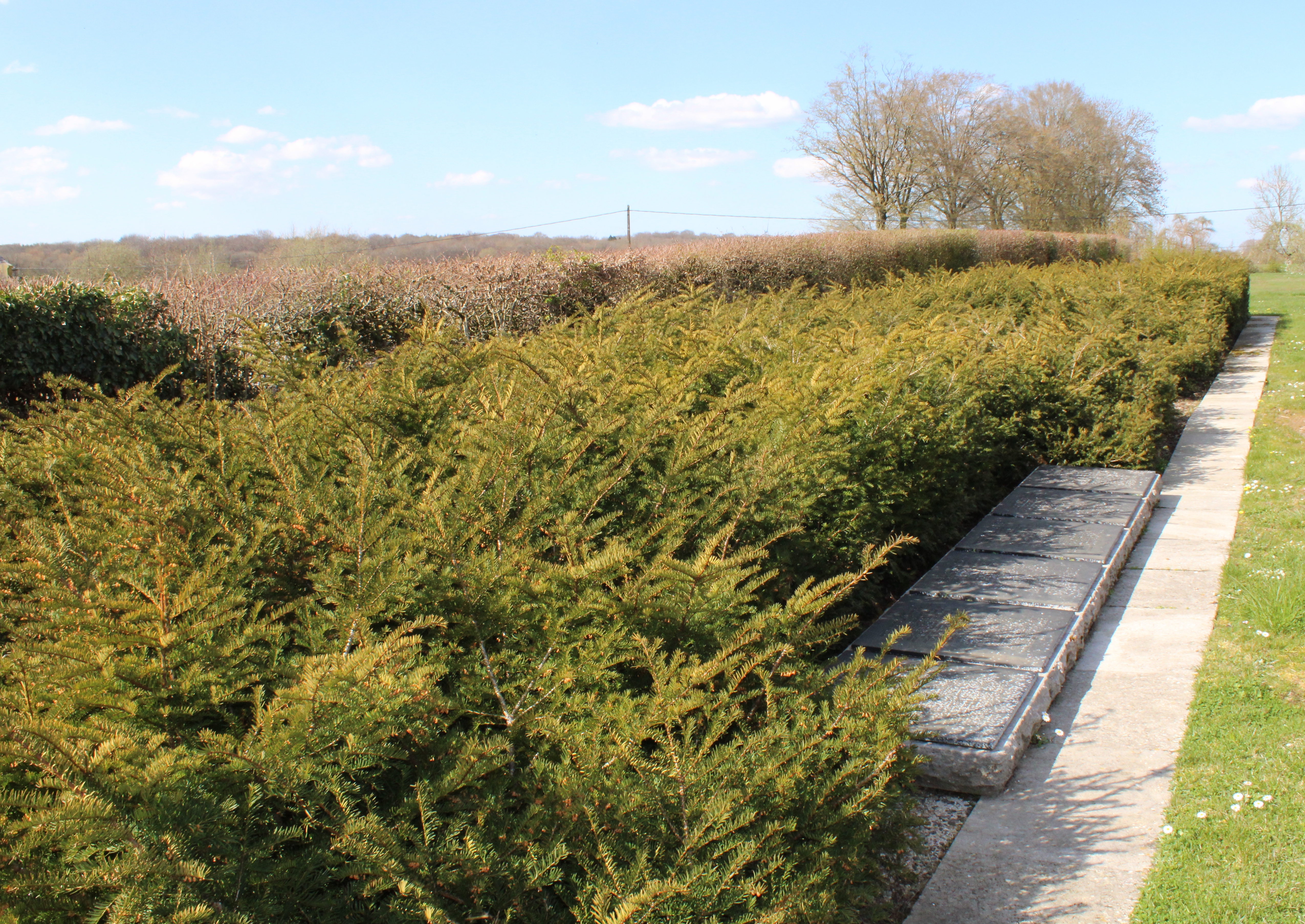
Fosse commune.
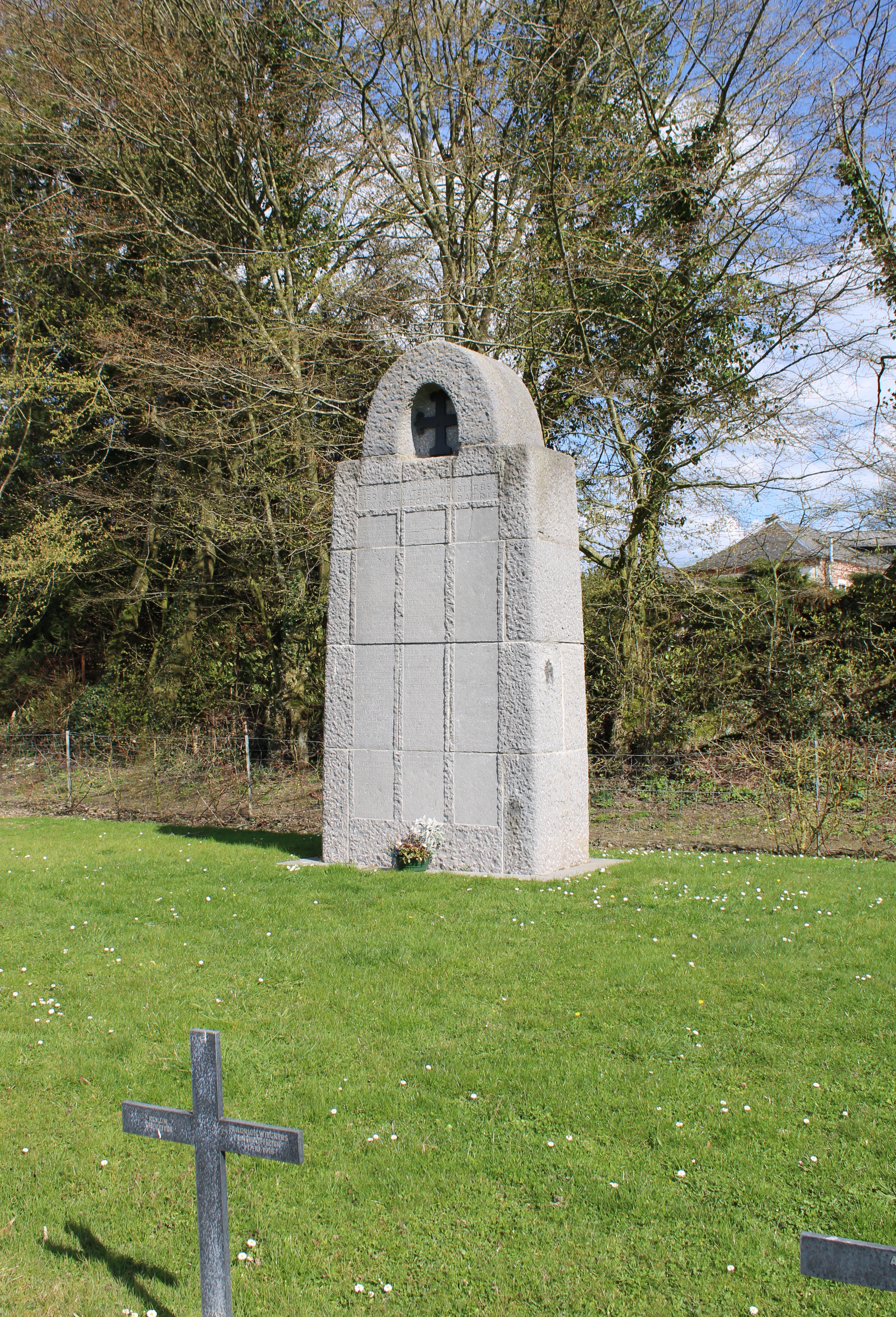
Stèle commémorative.
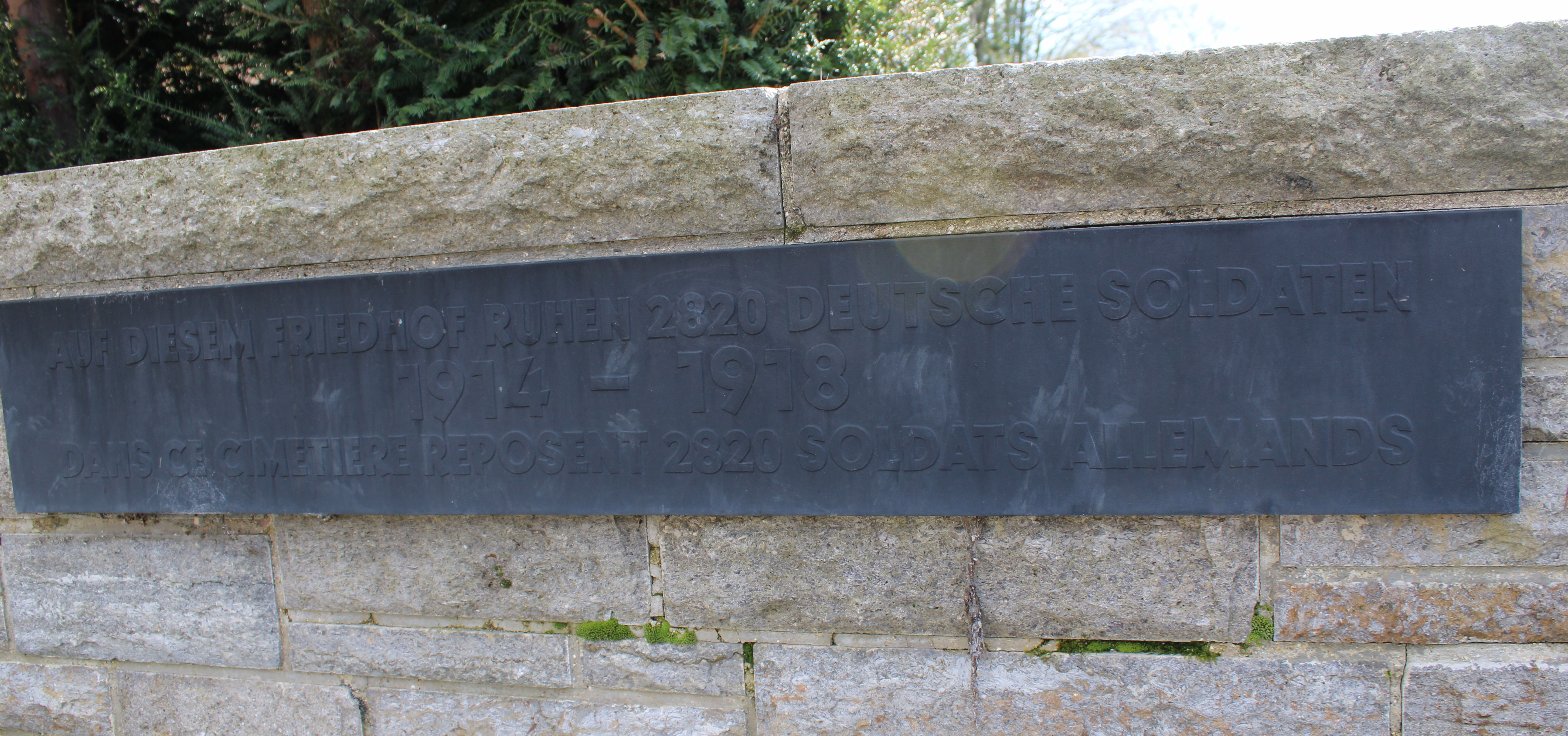
Dans ce cimetière reposent 2820 soldats allemands.

## Sépultures
| Pays      | Sépultures |
| --------- | ---------- |
| Allemagne | 2 820      |